# Mohammed Abicha
Mohammed Abicha, né le 16 janvier 1980 à Fès, est un joueur marocain de beach-volley

## Carrière
Mohammed Abicha remporte avec Zouheir El Graoui la médaille d'or  des Championnats d'Afrique de beach-volley en 2017 à Maputo, des Championnats d'Afrique de beach-volley en 2019 à Abuja et en 2022 à Agadir, la médaille de bronze aux Jeux africains de plage de 2019 à Sal et la médaille d'argent des Jeux africains de 2019 à Rabat.
Avec Soufiane El Gharouti, il remporte la médaille d'or des Jeux africains de 2023 à Accra.